# Beißhemmung

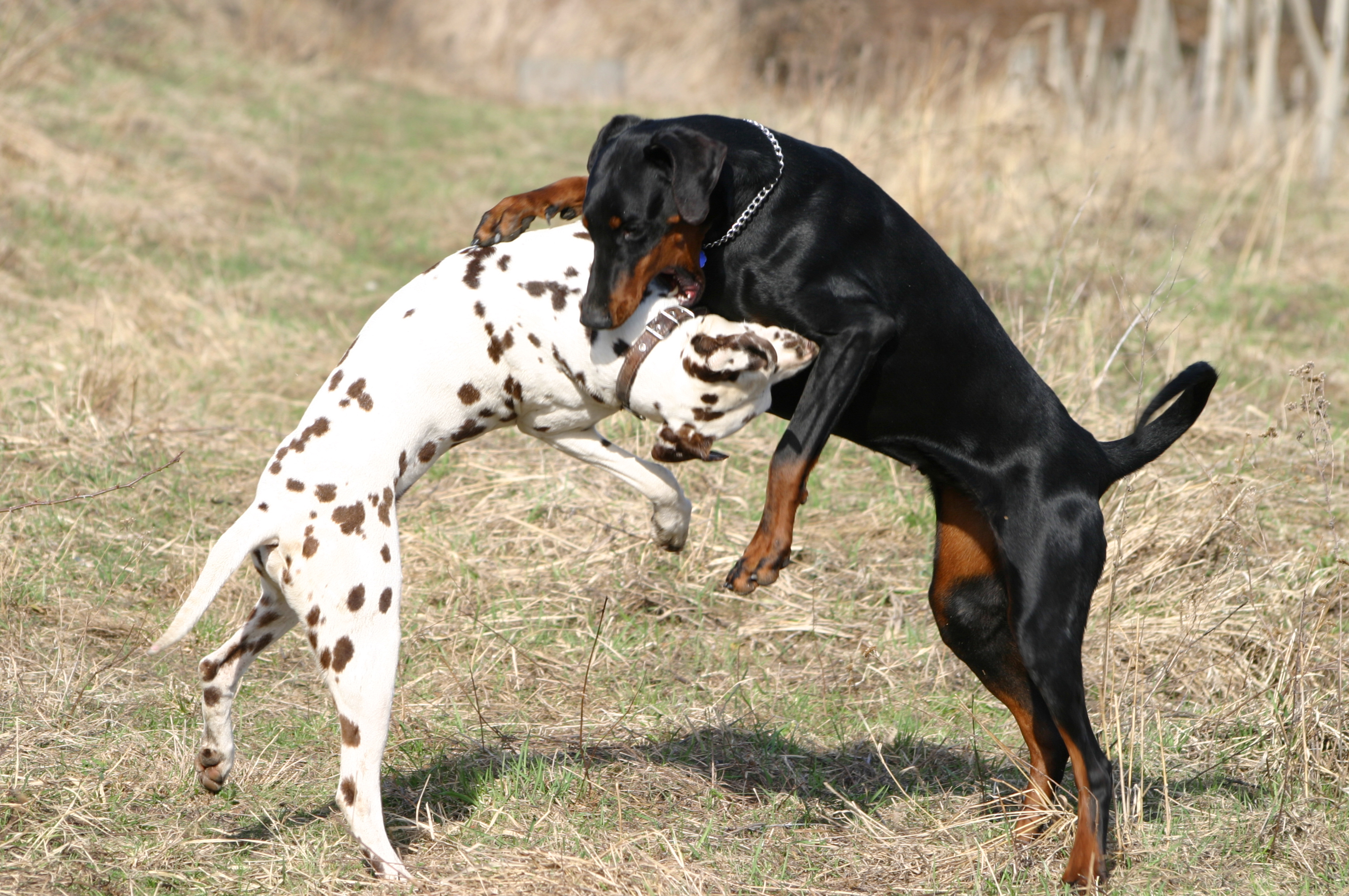
Das hier ist ein spielerischer Kampf zwischen zwei Hunden. Ohne Beißhemmung wären schwere Verletzungen in ernsten Situationen die Regel.

Als Beißhemmung versteht die klassische vergleichende Verhaltensforschung einen angeborenen Schutzmechanismus, bei dem das überlegene Tier bei Raubtieren aus der Familie der Hundeartigen dem unterlegenen Tier nicht massiv schadet. Andere Autoren sehen darin die Fähigkeit zur Kontrolle der Beißintensität, die von den Welpen dieser Arten allmählich durch Spielverhalten erlernt wird.

## Die Position von Konrad Lorenz
Der klassischen vergleichenden Verhaltensforschung zufolge bezeichnet Beißhemmung einen bei vielen Tierarten vorhandenen angeborenen Schutzmechanismus, der dazu führt, dass ein im Kampf unterlegenes Individuum vom siegreichen Artgenossen nicht ernstlich verletzt wird, sofern das unterlegene Tier seine Niederlage durch eine „Demutsgeste“ kenntlich macht. Dieses Konzept der Beißhemmung wurde im deutschen Sprachraum vor allem durch das Buch Er redete mit dem Vieh, den Vögeln und den Fischen von Konrad Lorenz bekannt, das 1949 erstmals publiziert wurde.
In diesem Buch beschreibt und interpretiert Lorenz eine Beobachtung im Whipsnade Zoo von London: den anfangs wilden Kampf zweier Wölfe. Lorenz hatte beobachtet, dass beide Tiere danach plötzlich stillstanden, und der jüngere (und angeblich unterlegene) der beiden Wölfe habe seinen Kopf zur Seite gedreht, auf diese Weise dem älteren (und überlegenen) seine ungeschützte Kehle darbietend. Der ältere Wolf habe sein Maul ganz dicht dem Hals des zweiten angenähert, ohne aber zuzubeißen. Konrad Lorenz deutete diese Situation so, als ob der unterlegene Wolf dem anderen seine empfindlichste Körperstelle absichtlich derart ungeschützt präsentiert habe. Lorenz wörtlich: „Und es sieht nicht nur so aus, sondern es ist erstaunlicherweise tatsächlich so.“
Diese Beobachtung wurde später von Lorenz und anderen Autoren verallgemeinert; auch das Ende des Kampfverhaltens von Tieren anderer Arten wurde in gleicher Weise gedeutet. Zudem hatte Konrad Lorenz’ Bericht aus dem Londoner Zoo zwar die größte Wirkung, er stand aber nicht allein. Schon 1943 hatte Lorenz sogenannte Demutsgesten bei Mensch und Tier beschrieben, aufgrund derer beim überlegenen Gegner angeblich angeborene Hemmungsmechanismen aktiviert würden. Solche hemmenden Schlüsselreize hätten sich im Verlauf der Stammesgeschichte entwickelt, um weitere beschädigende Handlungen zu unterbinden, wenn das Ergebnis der Auseinandersetzung bereits eindeutig ist. Auch der Zoologe Werner Fischel hatte in seinem 1947 erschienenen Buch Die kämpferischen Auseinandersetzungen in der Tierwelt drei Phasen jedes Kampfes zwischen Tieren unterschieden: Drohen, Kämpfen, Unterwerfen.

## Die Position von Erik Zimen
Der Kynologe und Lorenz-Schüler Erik Zimen postulierte: „Was Lorenz sah, war kein wirklich ernsthafter Kampf.“ Außerdem habe Lorenz nach der Meinung von Zimen den unterlegenen Wolf mit dem überlegenen verwechselt. Auf Drohverhalten, Imponieren und aggressiv wirkende Aktionen folgen laut Erik Zimen beim Hund „nur in ganz seltenen Ausnahmefällen“ wirklich ernsthafte Beschädigungskämpfe. Solche Kämpfe gebe es zwar, aber lautlos, ohne Ausdrucksverhalten und gleichsam hemmungslos, und sie würden „außerdem niemals durch demutsvolle Unterwerfung beendet werden“. Die schwere Verletzungen vermeidende Zurückhaltung bei so genannten Schaukämpfen deutet Zimen als ein erlerntes Verhalten: „Die Angst der Tiere scheint hier eine ganz besonders wichtige Rolle zu spielen. Sie verhindert in der Regel, dass fest zugebissen wird, denn darauf reagiert der Gegner ebenfalls mit festem Beißen.“ Erik Zimen weist darauf hin, dass die Welpen erst die Grenzen des spielerischen Kämpfens lernen müssen: „Die Beißhemmung beim Spiel der Welpen wie auch bei den meisten Formen aggressiver Auseinandersetzung unter den älteren Wölfen wäre demnach ein durch Lernprozess bedingter und auf der Angst vor Schmerz beruhender Mechanismus, der Verletzungen im Rudel weitgehend verhindert.“
Eine angeborene Form der Beißhemmung erkennt Zimen daher nur im zurückhaltenden Verhalten ausgewachsener Tiere gegenüber Jungtieren (vergleiche Kindchenschema und Welpenschutz). Außerdem kann man aus diesen Studien ableiten, dass schlecht sozialisierte oder gar in ihrer Jugend misshandelte Hunde, die nicht lernen konnten, dass eigene Zurückhaltung auch den gegnerischen Hund (oder Mensch) zur Zurückhaltung beim Schmerzzufügen veranlasst, hinsichtlich ihrer Aggressivität unberechenbar gemacht werden können.
Dorit Urd Feddersen-Petersen schließt sich der Kritik Ziemens an:
„Früher wurde der Wolf als typisches Beispiel dafür beschrieben, dass Tiere mit besonders gefährlichen Waffen über besonders wirksame Hemm-Mechanismen zur Verhinderung ernster Verletzungen verfügen. Konrad Lorenz missdeutete das von Fischel gezeichnete Halsdarbieten eines Hundes als Demutsgeste und schrieb ihm beißhemmende Wirkung zu, die den Abbruch des Kampfes bedingt und zur Sicherung der Arterhaltung beiträgt. Das ist sicherlich falsch. (…) Das Halsdarbieten entsteht, wenn der überlegene Hund betont wegsieht, ist also ein Imponierausdruck.“

## Belege
1. ↑  Dorit Urd Feddersen-Petersen: Hundepsychologie. Franckh-Kosmos, Stuttgart 2004, ISBN 978-3-440-09780-9, S. 269.
2. ↑  Desmond Morris: Dogwatching. Die Körpersprache des Hundes. Wilhelm Heyne Verlag, München 1999, S. 80–81, ISBN 3-453-16503-9.
3. ↑  Erik Zimen: Der Wolf. Verhalten, Ökologie und Mythos. Goldmann Verlag, München 1993, S. 76.
4. ↑  Erik Zimen: Der Hund. Abstammung – Verhalten – Mensch und Hund. C. Bertelsmann Verlag, München 1988, S. 236.
5. ↑  Erik Zimen: Der Wolf, S. 76.
6. ↑  Dorit Urd Feddersen-Petersen: Gefährliche Hunde, S. 10, Volltext, PDF (Memento vom 19. Oktober 2004 im Internet Archive).